# Margaret Matson
Margaret Matson, död efter 1683, var en svensk kolonist och klok gumma i Nya Sverige i Amerika. Hon var en av två personer som åtalades för trolldom i Philadelphia.
Margaret och hennes man Neals Matson var från Finland, som då var svenskt, och troligen medlemmar av den före detta svenska kolonin Nya Sverige, som 1655 erövrats av Nederländerna. År 1670 ägde de en gård på mark som tidigare tillhört den före detta svenska kolonisten Olof Persson Stille vid Ridley Creek nära Eddystone i nuvarande Pennsylvania i USA. Margaret var aktiv som klok gumma enligt finländsk tradition. 
År 1683 anklagades Margaret Matson för trolldom av sina grannar och sin dotter. Hon anklagades för att uttalat hotelser mot grannar, förtrollat sig till icke mänsklig form och förhäxat och dödat boskap. Den 21 december 1683 ställdes hon inför rätta tillsammans med en medanklagad, grannen Gertro Hendrickson, inför en jury under överinseende av William Penn. Hon dömdes till skyldig för att ha ryktats att vara en häxa, men frikändes från att vara en. Även Hendrickson frikändes, och båda frigavs mot böter och ett löfte om sex månaders gott uppförande. Detta var den enda häxprocessen som utspelats i Pennsylvania. 
En populär historia handlar om att Penn avvisade anklagelserna mot Matson genom att försvara hennes rätt att rida på en kvast. Det finns dock inga bevis på att han ska ha sagt detta.